# Семь богов счастья

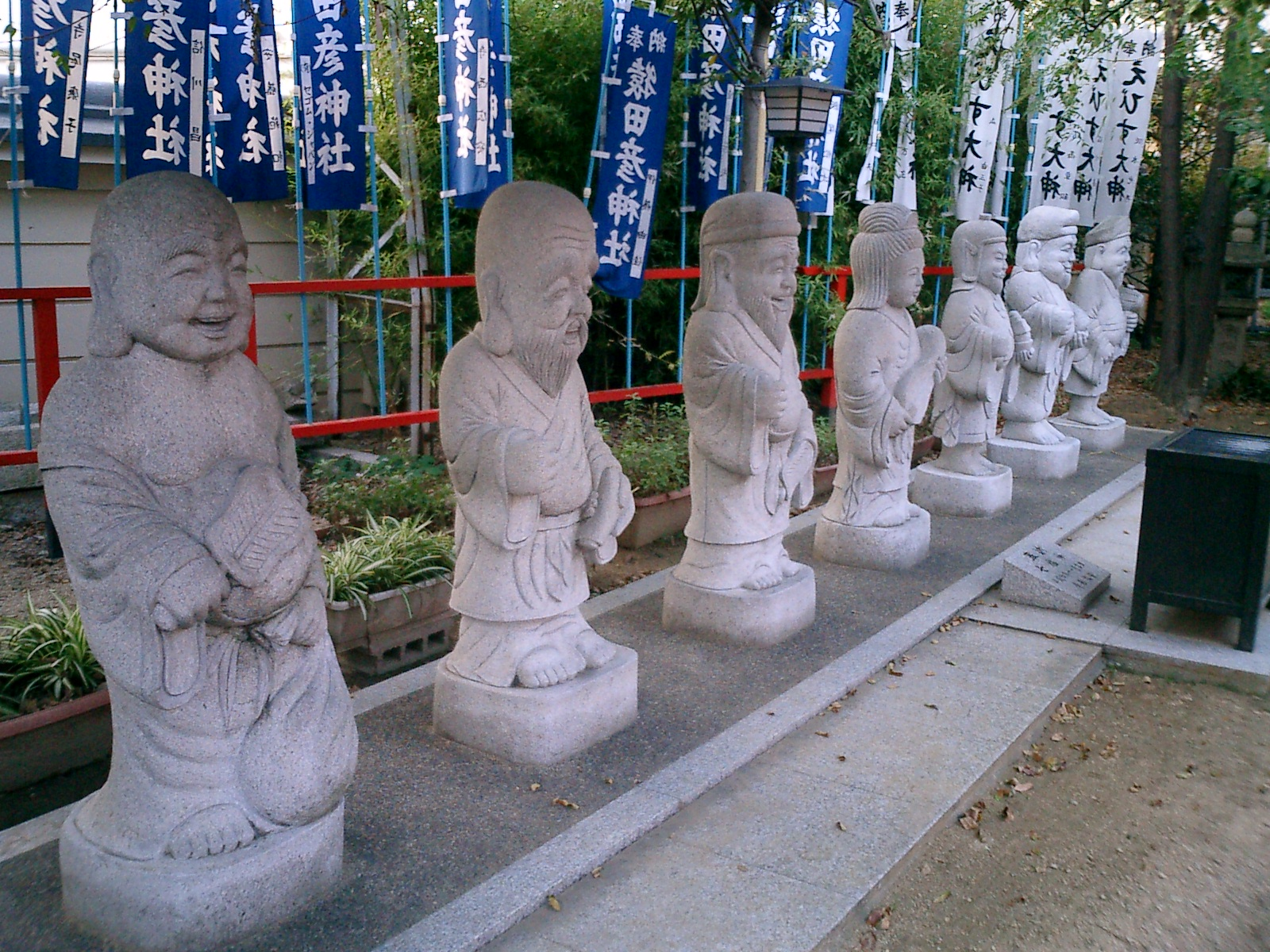
Семь богов счастья в храме Ватацуми в Таруми-ку, Кобе

Семь богов счастья (яп. 七福神, Ситифуку-дзин) — семь божеств, приносящих удачу в синтоизме. Очень часто изображаются в виде фигурок нэцкэ, плывущих на лодке. Часть из них пришла из Китая и Индии, а часть является японской. При этом не все являются вымышленными персонажами, есть также реальная историческая фигура. Изначально они были незначительными и безличными божествами, но со временем стали гораздо ближе к каноническим фигурам, символизирующим некоторые профессии.

## История
Известно, что эти божества берут начало от древних богов удачи индуизма, практикуемого в Непале и Индии (Бэндзайтэн, Бисямонтэн и Дайкокутэн) и от китайского даосизма и буддизма (Фукурокудзю, Хотэй и Дзюродзин), за исключением одного — Эбису, который имеет японское происхождение.
Этих богов почитают на протяжении уже более тысячи лет большое количество последователей. В начале им поклонялись купцы, поскольку первые два божества (Эбису и Дайкокутэн) являлись божествами бизнеса и торговли. Впоследствии и другие классы японского общества искали других богов, которые бы соответствовали их профессиям: Бэндзайтэн как покровитель искусств, Фукурокудзю как покровитель науки и т. д. В древности этим богам поклонялись по-отдельности, но сегодня такое случается редко — только тогда, когда нужно, чтобы Бог действовал от имени просителя.
Семь богов удачи начали упоминаться как группа божеств в 1420 году в Фусими, Киото, как имитация процессии даймё, военных феодалов средневековой Японии.
Есть версия, что буддийский священник Тенкай выбрал этих богов после разговора с сёгуном, которому он служил — Токугава Иэмицу, в процессе поиска обладателей совершенных добродетелей: долголетия, удачи, мудрости, искренности, трудолюбия, добродушия, благородства и сострадания.

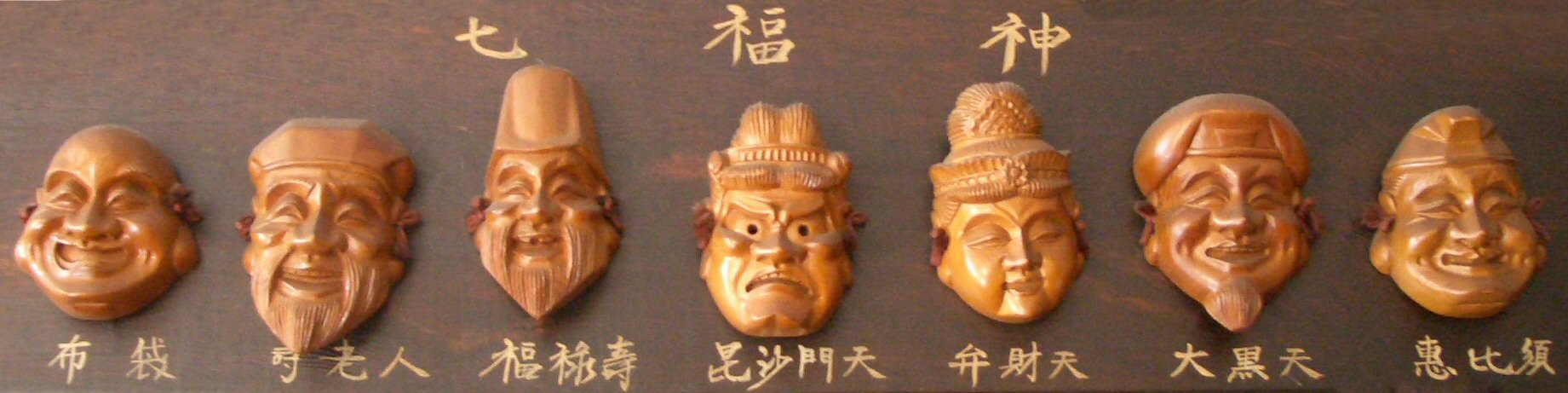
Слева направо: Хотэй, Дзюродзин, Фукурокудзю, Бисямонтэн, Бэндзайтэн, Дайкокутэн, Эбису.

1. Эбису — покровитель рыболовов и торговцев, бог удачи и трудолюбия, изображается с удочкой и, часто, с рыбой тай. Существует множество версий о его происхождении, но точно ничего неизвестно. Судя по тому, что словом «эбису» или «эмису» обитатели Ямато называли вытесняемые ими племена айну, Эбису как и прочие боги счастья, возможно отчасти иностранец.
2. Дайкоку — покровитель крестьян, бог богатства, изображается с молотом, исполняющим желания, и мешком риса. Первоначально был божеством тантрического буддизма, Махакалой. Из Китая был завезён в Японию.
3. Бисямонтэн (или Тамонтэн) — бог богатства и процветания, изображается в виде могучего воина с копьем и в полном самурайском доспехе. Он не только бог-воин, но защитник в широком смысле, и является покровителем военных, врачей и юристов. Первоначально бог индуизма и буддизма, Вайшраваны.
4. Бэндзайтэн (или Бэнтэн) — богиня удачи (особенно на море), мудрости, искусств, любви и тяги к знаниям, изображается в виде девушки с бива — национальным японским инструментом. Первоначально богиня индуизма и буддизма, Сарасвати.
5. Фукурокудзю — бог долголетия и мудрых поступков, изображается в виде старика с очень вытянутой головой. Первоначально китайское божество, повелитель южной Полярной звезды.
6. Хотэй — бог сострадания и добродушия, изображается в виде старика с большим животом. Существовало поверье, что если потереть живот фигурки Хотэя 300 раз, думая о чём-то хорошем, то загаданное обязательно исполнится. Первоначально китайский монах Цицы.
7. Дзюродзин — бог долголетия, изображается в виде старика с посохом-сяку, к которому прикреплен свиток мудрости, и журавлем, черепахой или оленем. Иногда изображается пьющим саке. Его прототипом считается даос-отшельник, согласно легенде искавший и нашедший эликсир бессмертия.

## Такарабунэ

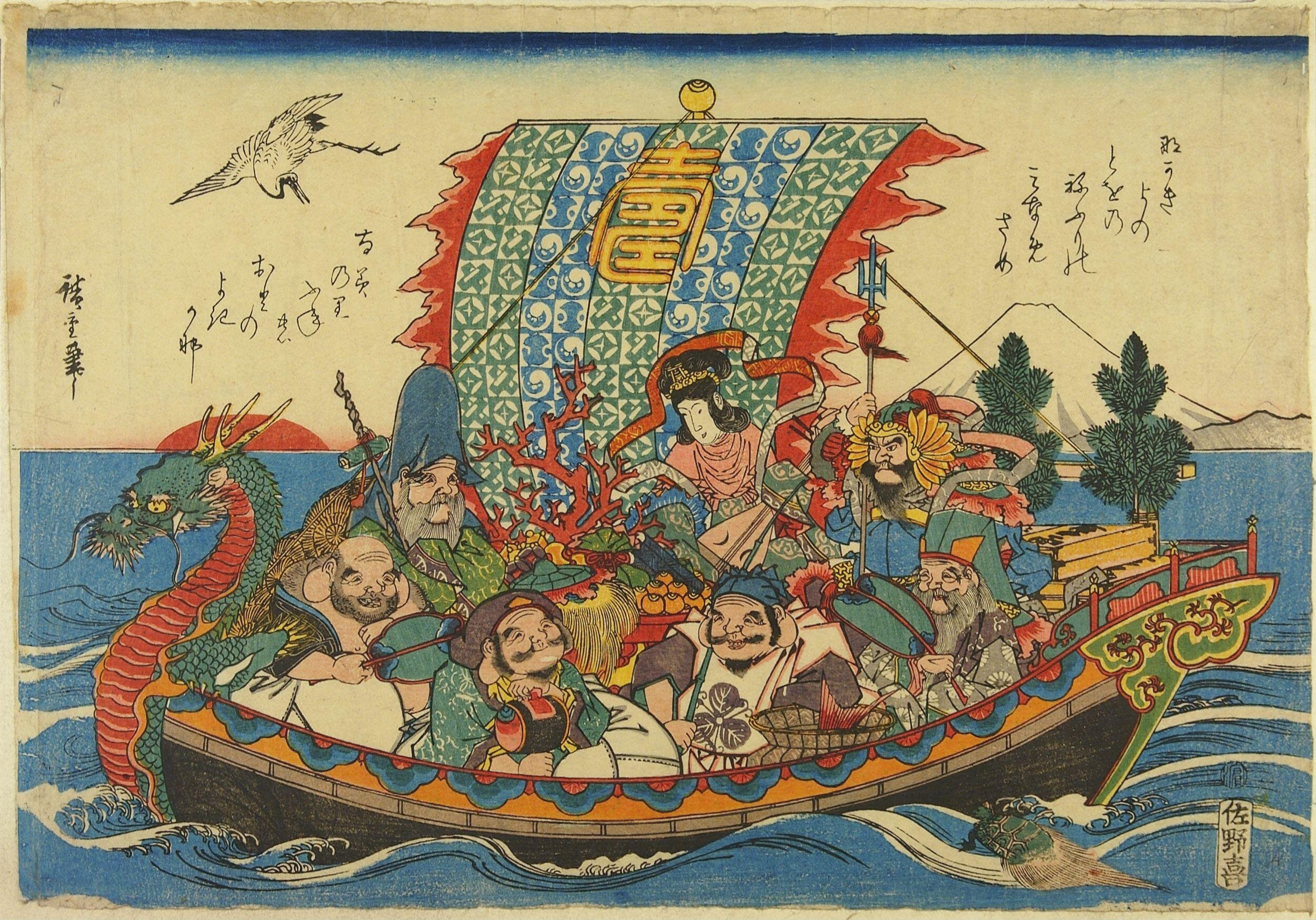
Цветная ксилография Такарабунэ Утагавы Хиросигэ

В японском фольклоре Такарабунэ (яп. 宝船), или «корабль сокровищ» — это мифический корабль, на котором плывут по небесам Семь богов счастья в первые 3 дня Нового года. Изображение корабля является неотъемлемой частью традиционных японских новогодних праздников. С собой они обычно везут такарамоно (яп. 宝物), или сами сокровища, в том числе: шапку-невидимку (яп. 隠れ笠 какурэгаса), рулоны парчи (яп. 織物 оримоно), неистощимый кошелек (яп. 金袋 канэбукуро), секретные ключи к сокровищнице богов (яп. 鍵 каги), свитки книг мудрости и жизни (яп. 巻き物 макимоно), волшебный молоток (яп. 小槌 кодзути), счастливый плащ (яп. 隠れ蓑 какуремино), одеяние из волшебных перьев (яп. 羽衣 хагоромо) и мешок удачи (яп. 布袋 нунобукуро).
Согласно обычаю, размещение гравюры Такарабунэ под подушкой в ночь на 2 января может вызвать счастливый сон — знак того, что наступающий год будет удачным. В случае неприятного сна от воспоминаний можно избавиться, бросив гравюру в реку. Обычай класть гравюру под подушку возник примерно в период Муромати. Первоначально он был популярен среди знати, а среди простолюдинов распространился позднее в период Эдо. Уличные торговцы продавали дешевые ксилографии, предназначенные для одноразового использования. Часто на гравюрах Такарабунэ изображались журавль в верхней части и черепаха в нижней как символы долголетия и счастья, а также палиндромная поэма, повествующая о долгой ночи на борту корабля.

## Расположение храмов
- Храм Тока Эбису, Фукуока[4]
- Кандзидзай-дзи, Эхимэ, Сикоку[5]
- Нисиномия Дзиндзя, Хёго[6]
- Храм Имамия Эбису, Осака[7]

## Галерея

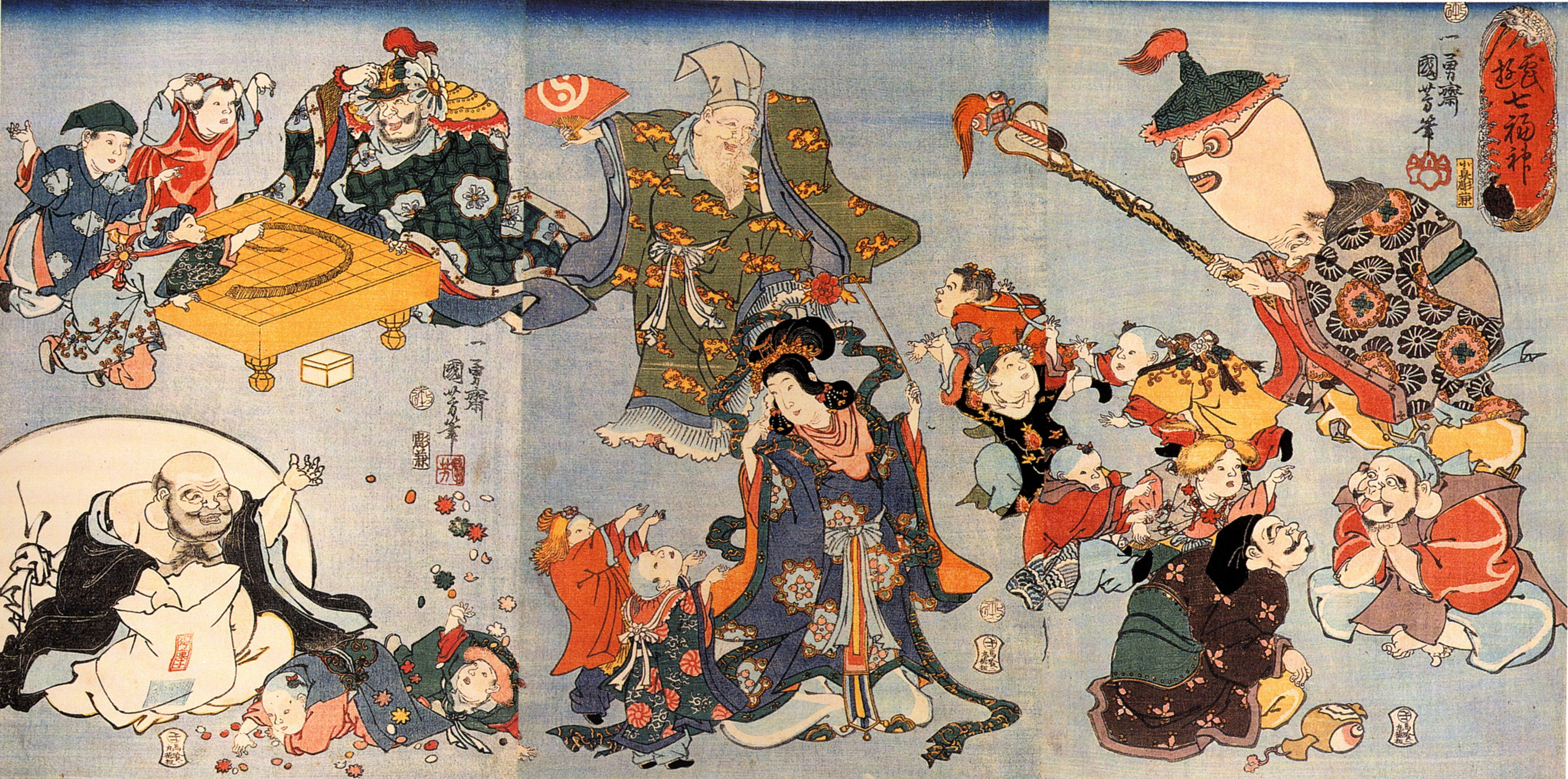
Ксилография Семи богов счастья Утагавы Куниёси
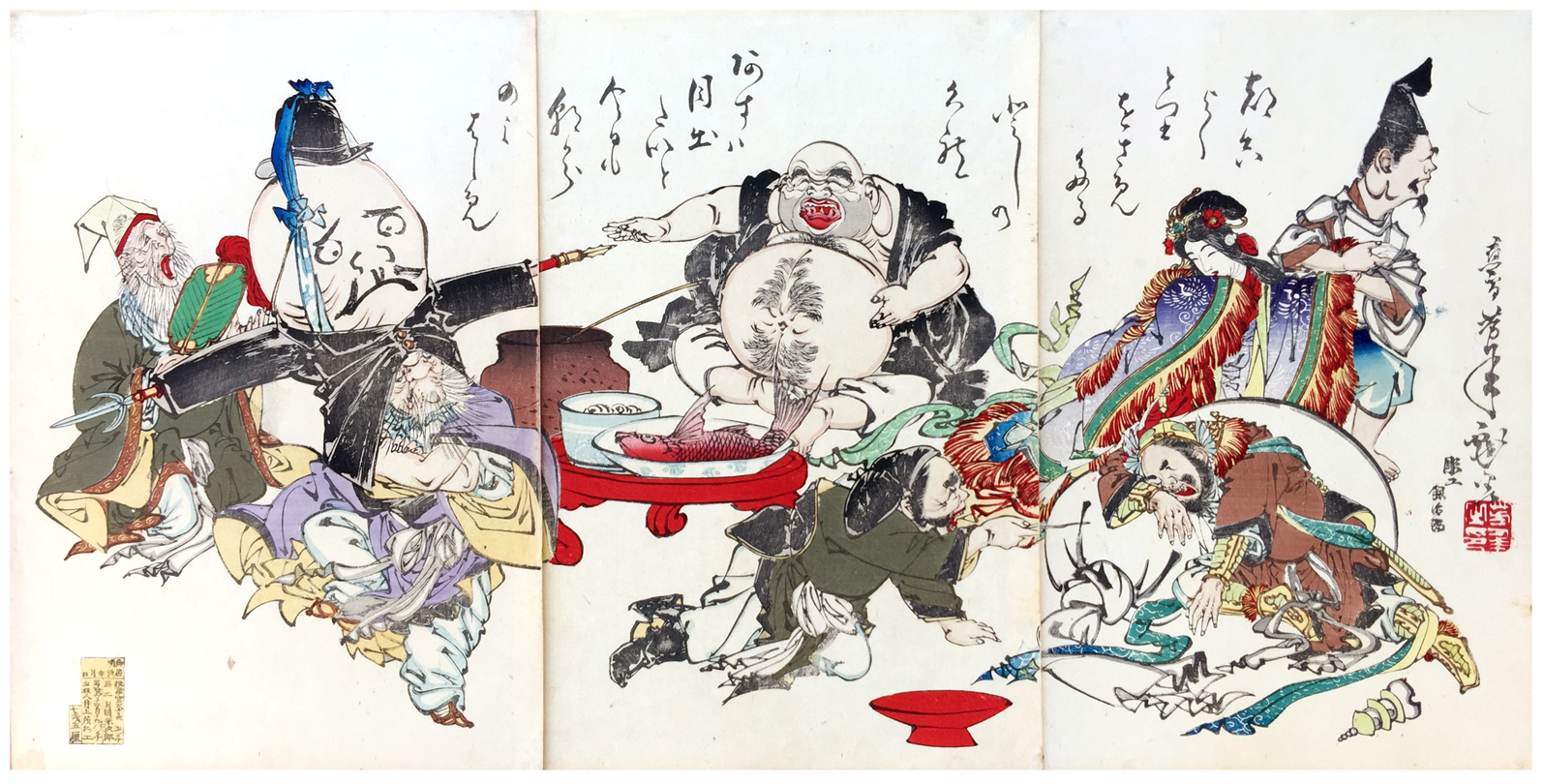
Ксилография Семи богов счастья Цукиоки Ёситоси, 1882 г.
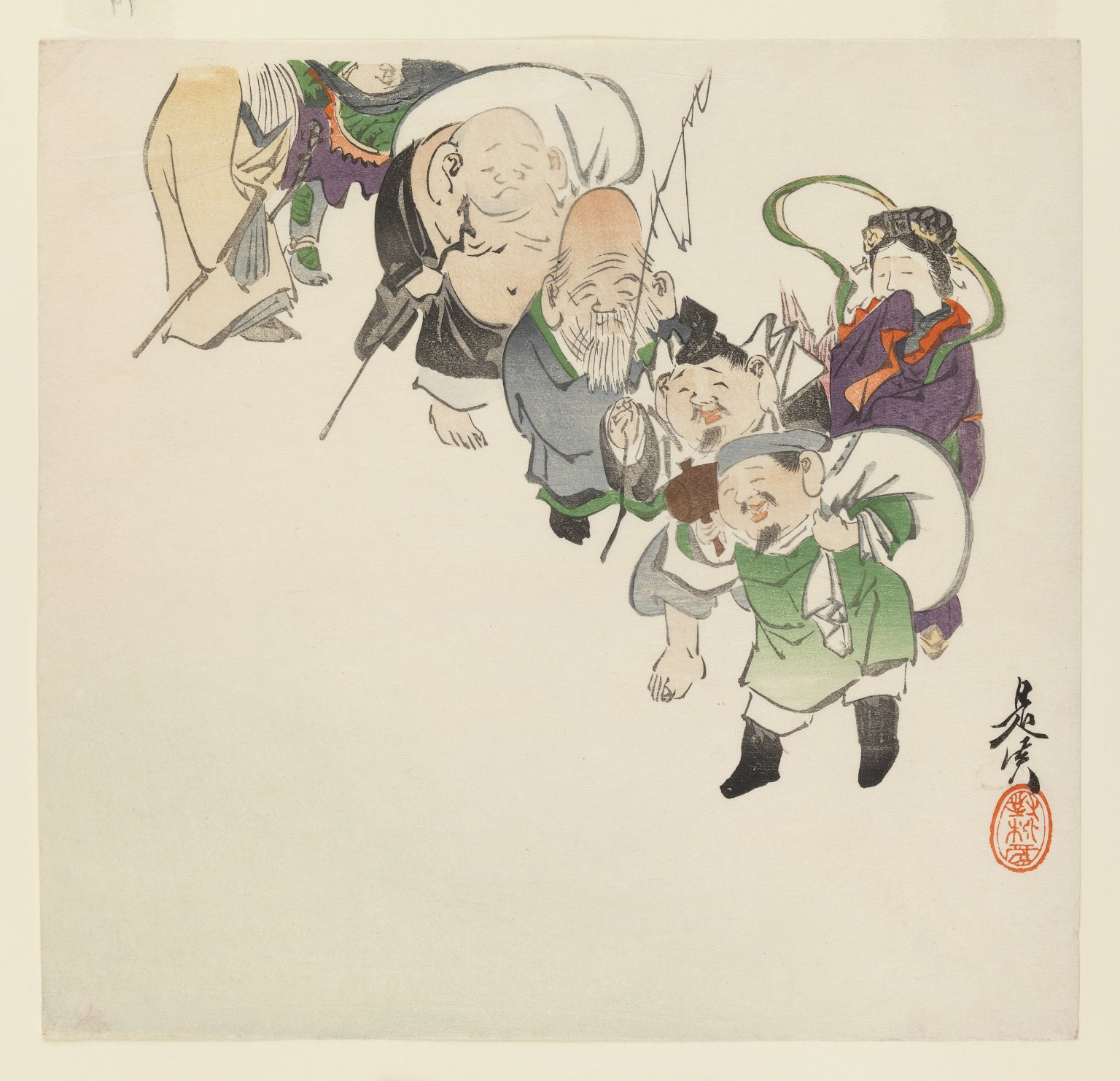
Бруклинский музей - Сибата Дзэсин (Япония, 1807−1891 гг.). Семь богов удачи, 1885
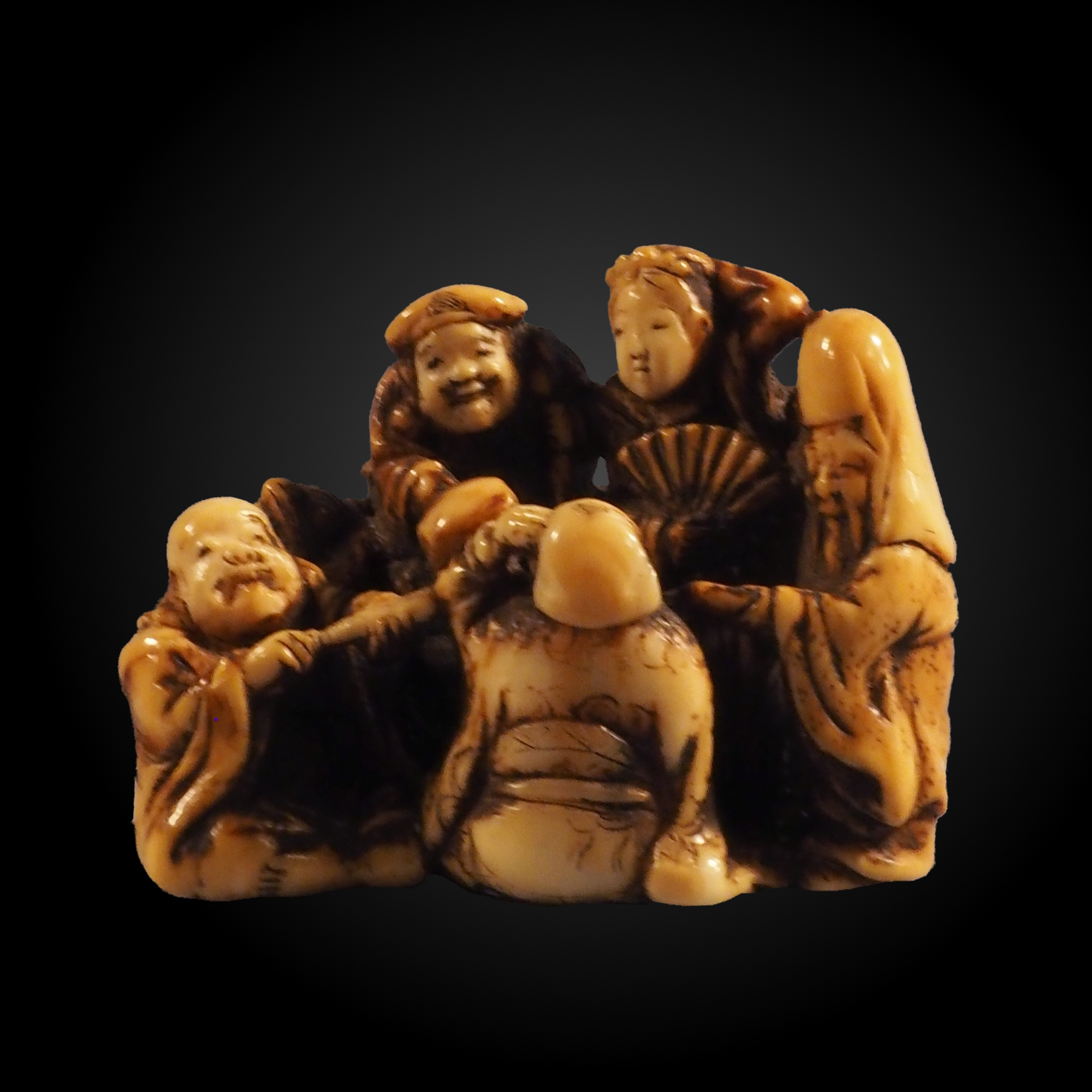
Нэцкэ, изображающие Семь богов удачи на выставке в Историческом музее Берна